# I'm Glad My Mom Died
I’m Glad My Mom Died är en memoar skriven av amerikanska f.d. skådespelerskan och sångerskan Jennette McCurdy baserad på hennes enmansshow med samma namn. Boken handlar om hennes karriär som barnskådespelare och svåra relation till sin mor som dog 2013. Det är McCurdys första bok och gavs ut av Simon & Schuster den 9 augusti 2022.